# ウリジン二リン酸グルコース
ウリジン二リン酸グルコース（ウリジンにリンさんグルコース、Uridine diphosphate glucose）は、糖ヌクレオチドの一種である。UDP-グルコースとも言う。代謝過程でグリコシルトランスフェラーゼの基質となる。

## 機能
UDP-グルコースはグルコースの活性化した形で、代謝系でグリコシルトランスフェラーゼの基質となる。
グリコーゲンの前駆体になったり、またUDP-ガラクトースやUDP-グルクロン酸に変換されてガラクトースやグルクロン酸を含む多糖の原料になる。
さらに、リポ多糖やスフィンゴ糖脂質の原料にもなる。

## 構造
UDP-グルコースは、ピロリン酸基、リボース、グルコース、ウラシルから構成される。